# Almoster
Almoster è un comune spagnolo di 945 abitanti situato nella comunità autonoma della Catalogna.